# 梅切特卡
48°10′41″N 39°20′37″E / 48.17806°N 39.34361°E
梅切特卡（烏克蘭語：Мечетка）是位於烏克蘭東部的村莊，由盧甘斯克州羅韋尼基區的羅韋尼基市鎮負責管轄。該村始建於1775年，面積1.92平方公里，海拔高度197米，2001年人口405，人口密度每平方公里210.5人。